# Мамай. Гайдамацькі пісні
«МАМАЙ. Гайдамацькі пісні» — сьомий студійний альбом гурту Вертеп.

## Трекліст
1. Гайдамацька правдонька (Як з війни германської)
2. Батько Чучупака (Отаман Холодного Яру)
3. Чорний Ворон
4. Григор`євська бойова (Отаман Таврійський)
5. Куля (за мотивами народної Махновської пісні)
6. Проводи (Ой просила мене мати)
7. Мамай
8. Іди сину, пріч від мене (Українська народна пісня)
9. Чорна сотня
10. Зажурився батько отаман (Присвята отаману Зеленому) (двоголосся Олексій Бондаренко та Андрій Підгайним, гурт «ТОК»).
11. Махновська — Ой, гуляє полем… (наживо) (Світлій пам`яті Нестора Івановича Махна).
12. Група крові (В.Цой/Ю.Покальчук) Бонуси:
13. Побратим
14. Могила
15. Тарас Силенко — Дума про Батька Хмару (Отаман подільський)
16. Батько Хмара (Проводжала дівчинонька)
17. Чучупака (акустика)
18. Ой, вигострю, товариша (Т. Шевченко)
19. Лірник Сашко — Казка про село Легедзине і чотири кулемети
20. Махновська
21. Любо, братці, любо…[1]

## Прес-реліз
На початку 21-го століття, як і сто років до цього, в Україні знову з`явились Свої Герої!
Пісні з альбому «МАМАЙ. Гайдамацькі пісні» (2015) загартувались на майданах, відігрались у військових частинах, госпіталях, аеродромах та на блок-постах Донбаса в зоні АТО. «Чучупаку», «Кулю», «Групу Крові», «Махновську» співають наші хлопці сьогодні на війні. Водночас, слухачі наших пісень на Заході країни, відкрили для себе Героїв Сходу, Півдня та Центру України, створюючи спільну систему координат, єдину державну ідеологію!
«МАМАЙ. Гайдамацькі пісні» (2015) – альбом унікальний ще й тим, що вперше через 15 років після релізу культового альбому «Наші партизани» (Плач Єремії/Скрябін), об`єднав патріотичну і бойову українську пісню в певному історичному і регіональному просторі.
Основу альбому «Мамай. Гайдамацькі пісні» складають авторські тексти одного з вертепників Олексія Бондаренка, написані під впливом прочитаних книг про героїчну боротьбу українського народу з більшовицькими окупантами на початку 20-го століття.
Крім авторських та народних пісень в альбомі представлені:
- Вертепна кавер-версія пісні гурту «Кіно» «Група Крові» в українському перекладі Юрка Покальчука
- пісня на вірш Тараса Григоровича Шевченка з Гайдамацького циклу «Ой, вигострю товариша»
- пісня "Побратим" на вірш Галини Василівни Савчук, мами Андрія Савчука, бійця батальйону "Дніпро-1", який геройськи загинув під Іловайськом в серпні 2014.
В альбомі представлено дві композиції виконані нашими друзями та побратимами на ідеологічному фронті Тарасом Силенком та Лірником Сашком. Тарас Силенко створив власну версію «вертепівської» пісні про Батька Хмару, перетворивши її в бандурну «Думу про батька Хмару», а найвідоміший казкар країни Лірник Сашко, начитав нам і вам казку про «Село Легедзене і чотири кулемети».

## Музиканти
- Олексій Бондаренко – спів, акустична гітара, музика, вірші та ін.
- Оленка Калиняк – спів, музика, аранжування.
- Микола Константинов – барабани, спів, перкусія, музика, аранжування.
- Тимофій Хомяк – спів, перкусія, аранжвуання, продюсування, автор та керівник проекту.
- Віктор Чорнокнижний - баян, спів, музика, аранжування;
- Андрій Попов - гітари, мандоліна, музика. аранжування;
- Володимир Губа - бас-гітара, контрабас;